# 2015年巴加大屠殺
2015年巴加大屠殺，是指2015年1月3日至1月7日的五天時間內，博科聖地在奈及利亞巴加鎮（或譯巴嘎、巴格等）發生的大屠殺事件。國際特赦組織1月9日稱，博科聖地在攻下該鎮後，殺了包括老弱婦孺在內的2000名平民。
2015年1月3日，博科聖地擊潰了由乍得、尼日尔、奈及利亞組成的多國聯合特遣部隊，佔領位於巴加鎮內的奈及利亞陸軍基地後，便開始進行了無差別的大屠殺，一直殺到7日。事後傷亡報告已確定為「嚴重」，但人數還未完全確認。當地官員引述逃離的居民的證言稱，有超過2000人被殺或下落不明，而其他的報告則指出至少100人死於大屠殺。
但奈及利亞的政府官員則駁斥了當地官員的說法。稱死亡人數沒有當地官員與國際媒體說的這麼多，或稱大屠殺從未發生，奈及利亞軍隊已經擊退了博科聖地的武裝分子。
據報導，巴加與至少其他16個城鎮已被摧毀，超過3萬5千人流離失所，有許多人因試圖穿越邊境逃難，而困在乍得湖與附近的小島。博科聖地一系列的襲擊，已經攻下博尔诺州70%的土地。

## 背景
巴加位於博尔诺州，是奈及利亞陸軍基地與多國聯合特遣部隊（Multinational Joint Task Force，MNJTF）總部的所在地。多國聯合特遣部隊是由乍得、尼日尔、奈及利亞為了跨國境的安全問題，於1994年成立，最近的行動則是打擊博科聖地的叛亂分子。 因此，該鎮對博科聖地而言具有戰略意義，也是奈及利亞政府在其所控制下的博尔诺州北部，與多國部隊的一個關鍵軍事基地。

## 大屠殺與襲擊
攻擊開始於1月3日，一支博科聖地的大部隊佔領了巴加鎮，與鎮內的陸軍基地，及聯合特遣部隊總部。

### 襲擊聯合特遣部隊總部
根據博尔诺州中央區參議員艾哈迈德·赞纳的說法，當時唯一駐紮的政府軍是奈及利亞陸軍，儘管軍隊曾抵抗過來自四面八方的武裝份子對指揮部的攻擊，但幾個小時後，政府軍最終「加入平民，逃往叢林中」。 Zanna還對記者說，這支博科聖地的大部隊也因此獲得武器與車輛。
同日，博科聖地的武裝分子開始強行進入巴加鎮與周圍村落的民家。1月6日晚上，兩名當地居民向記者說，武裝分子使用汽油彈與炸藥破壞建築物，並殺害倖存者。 1月9日，居民向記者說，當地房子已經被破壞到沒有一間完好。當地區政府與庫卡瓦鎮的負責人Musa Bukar則稱，當地的16座村莊均被夷為平地，居民不是被殺就是逃難。

### 死亡人數
關於死亡的確切人數，各方報導並不一致。 Bukar說超過2000人已經被殺，Zanna堅稱這2000人是「下落不明」 ，但其他報導有一百到數百人不等。 區長Baba Abba Hassan則稱，有100人是在1月3日被殺，但之後他又補充說，有數百具屍體仍躺在街頭，其中包括了被武裝分子追上的婦女和小孩。 然而Hassan否認了1月7日曾經發生襲擊的消息，並稱2000人死亡的數字相當離譜。
 奈及利亞政府也否認了有大量傷亡的說法，稱死亡人數是相當低的。 不過奈及利亞政府在過去就有多次淡化或否認受到博科聖地襲擊的紀錄，包括了博科聖地分子與政府軍均涉入其中的2013年巴加大屠殺，是場屠殺造成超過200名平民死亡。

## 事後各方反應
政府的安全官員很快地駁斥了在巴加有任何攻擊的說法，並稱：「在基地的部隊守住了他們的陣地。」 當地一家親政府的報紙引述一名漁夫的話，稱巴加鎮正牢牢處於政府軍控制之下，博科聖地的攻擊結果是「慘敗」。 空軍元帥兼國防總參謀長的亚历克斯·巴德在最初否認MNJTF總部已被佔領，但之後承認。
一位政府發言人給了籠統的不準確數字，稱有1636人逃難；但根據其他報導和當地官員的說法，則是至少有3萬5千人逃離該地。倖存者稱，「屍體散布街頭」，巴加鎮的全部人都已經逃離，有的進入喀麦隆和乍得。大約有20,000人在邁杜古里附近的營地尋求庇護，有1萬人逃到州的首府蒙古諾等待運輸。 Bukar說，巴加鎮幾乎已不存在。   當地的人權活動家稱，他們被告知有逃離該鎮的婦女被綁架，其中最小的年僅10歲。
乍得总理帕伊米·德贝稱，至少有2,500奈及利亞人和500乍得人因為攻擊，試圖使用獨木舟穿越乍得湖到達鄰國尋求庇護。大部分的人可能會淹死，而一則報導則指有超過500人被困在湖周圍的小島。根據和難民通過電話的當地官員稱，這些在島上的難民飢寒交迫，且因蚊子出沒，很可能死於瘧疾。 
前州長，現任該州北區參議員的迈纳·马吉·拉万,則質疑為何士兵從基地逃走。他說：「每次我軍面對博科聖地的襲擊，都從崗位逃離，這肯定是錯誤的。」這次戰鬥是奈及利亞政府軍在與博科聖地近百次戰鬥時逃跑的其中一次。 Lawan說，博科聖地已經襲擊了博爾諾州的70%土地，並取得控制權。